# Slightly Honorable
Slightly Honorable is een Amerikaanse misdaadfilm uit 1939 onder regie van Tay Garnett.

## Verhaal
De advocaat John Webb wordt door een corrupte politicus beticht van de moord op Alma Brehmer. Hij moet zelf zijn naam zien te zuiveren. Hij gaat met hulp van zijn vriend Russ Sampson op zoek naar de ware toedracht.

## Rolverdeling
| Acteur             | Personage            |
| ------------------ | -------------------- |
| Pat O'Brien        | John Webb            |
| Edward Arnold      | Vincent Cushing      |
| Broderick Crawford | Russ Sampson         |
| Ruth Terry         | Ann Seymour          |
| Alan Dinehart      | Commissaris Joyce    |
| Claire Dodd        | Alma Brehmer         |
| Phyllis Brooks     | Sarilla Cushing      |
| Eve Arden          | Juffrouw Ater        |
| Douglass Dumbrille | George Taylor        |
| Bernard Nedell     | Pete Godena          |
| Douglas Fowley     | Madder               |
| Ernest Truex       | P. Hemingway Collins |
| Janet Beecher      | Mevrouw Cushing      |
| Evelyn Keyes       | Juffrouw Vlissigen   |
| John Sheehan       | Mike Daley           |